# Pholcus magnus
Pholcus magnus är en spindelart som beskrevs av Jörg Wunderlich 1987. Pholcus magnus ingår i släktet Pholcus och familjen dallerspindlar.
Artens utbredningsområde är Madeira. Inga underarter finns listade i Catalogue of Life.